# Гастінгс (Пенсільванія)
Гастінгс (англ. Hastings) — місто (англ. borough) в США, в окрузі Кембрія штату Пенсільванія. Населення — 1213 особи (2020).

## Географія
Гастінгс розташований за координатами 40°39′53″ пн. ш. 78°42′34″ зх. д. / 40.66472° пн. ш. 78.70944° зх. д. (40.664735, -78.709423).  За даними Бюро перепису населення США в 2010 році місто мало площу 1,44 км², уся площа — суходіл.

## Демографія
Згідно з переписом 2010 року, у селищі мешкало 1278 осіб у 529 домогосподарствах у складі 376 родин. Густота населення становила 889 осіб/км².  Було 586 помешкань (408/км²).
Расовий склад населення:
| - 98,8 % — білих - 0,2 % — чорних або афроамериканців - 0,2 % — азіатів - 0,1 % — корінних американців |

До двох чи більше рас належало 0,5 %. Частка іспаномовних становила 0,5 % від усіх жителів.
За віковим діапазоном населення розподілялося таким чином: 22,9 % — особи молодші 18 років, 58,5 % — особи у віці 18—64 років, 18,6 % — особи у віці 65 років та старші. Медіана віку мешканця становила 42,6 року. На 100 осіб жіночої статі у селищі припадало 86,3 чоловіків;  на 100 жінок у віці від 18 років та старших — 86,2 чоловіків також старших 18 років.
Середній дохід на одне домашнє господарство  становив 49 261 долар США (медіана — 42 593), а середній дохід на одну сім'ю — 58 911 долар (медіана — 56 422). Медіана доходів становила 44 063 долари для чоловіків та 31 875 доларів для жінок. За межею бідності перебувало 21,4 % осіб, у тому числі 46,6 % дітей у віці до 18 років та 9,6 % осіб у віці 65 років та старших.
Цивільне працевлаштоване населення становило 594 особи. Основні галузі зайнятості: освіта, охорона здоров'я та соціальна допомога — 34,3 %, роздрібна торгівля — 13,0 %, публічна адміністрація — 8,2 %, виробництво — 7,7 %.